# Ahrensburg
Ahrensburg je město v německé spolkové zemi Šlesvicko-Holštýnsko, v zemském okrese Stormarn. V roce 2011 zde žilo 31 327  obyvatel.

## Galerie

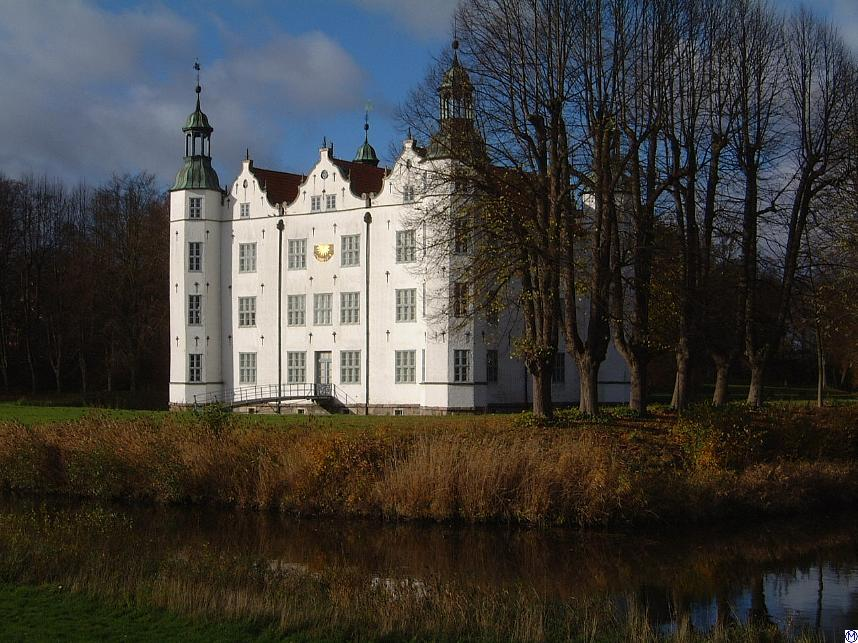
Zámek Ahrensburg
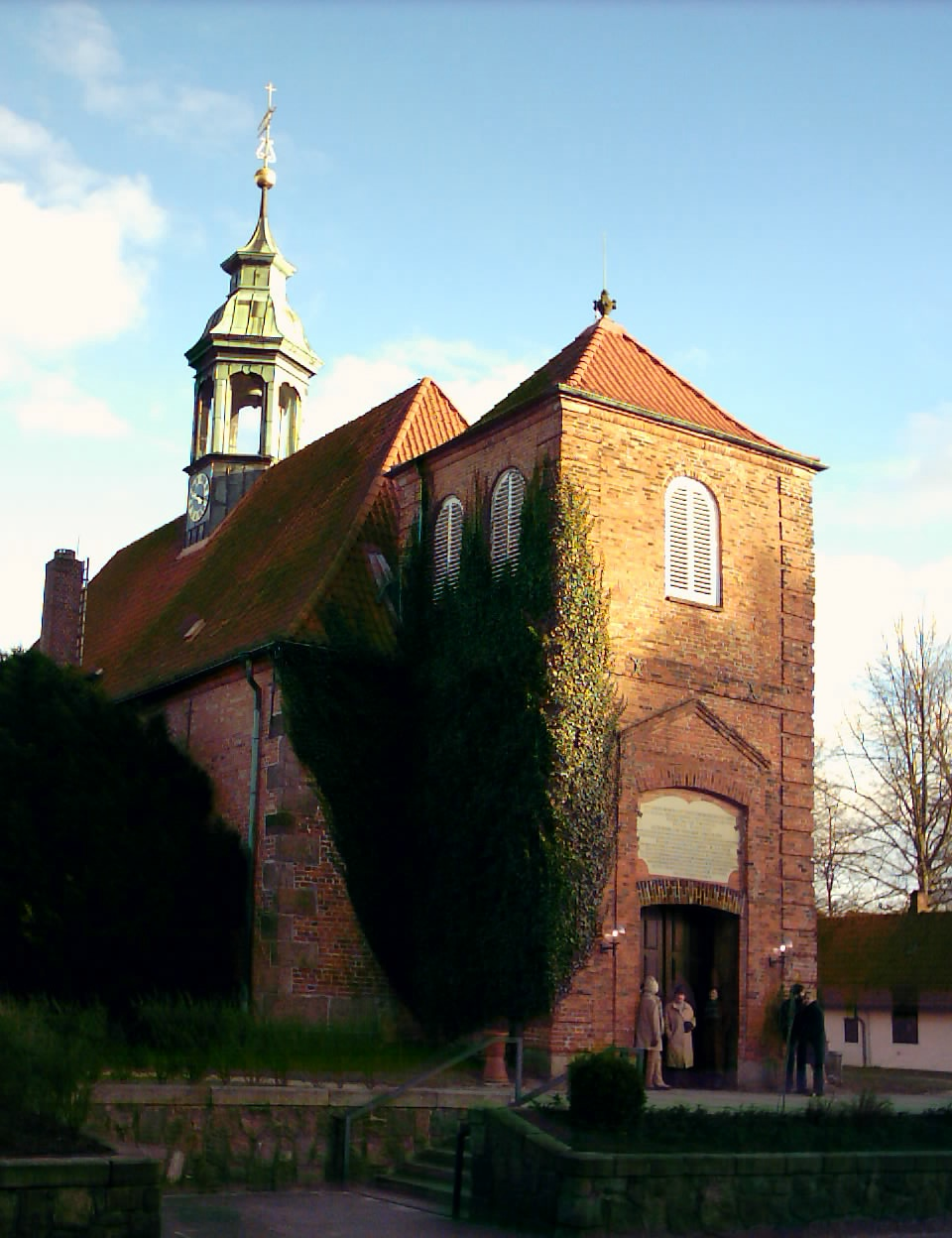
Zámecký kostel Ahrensburg
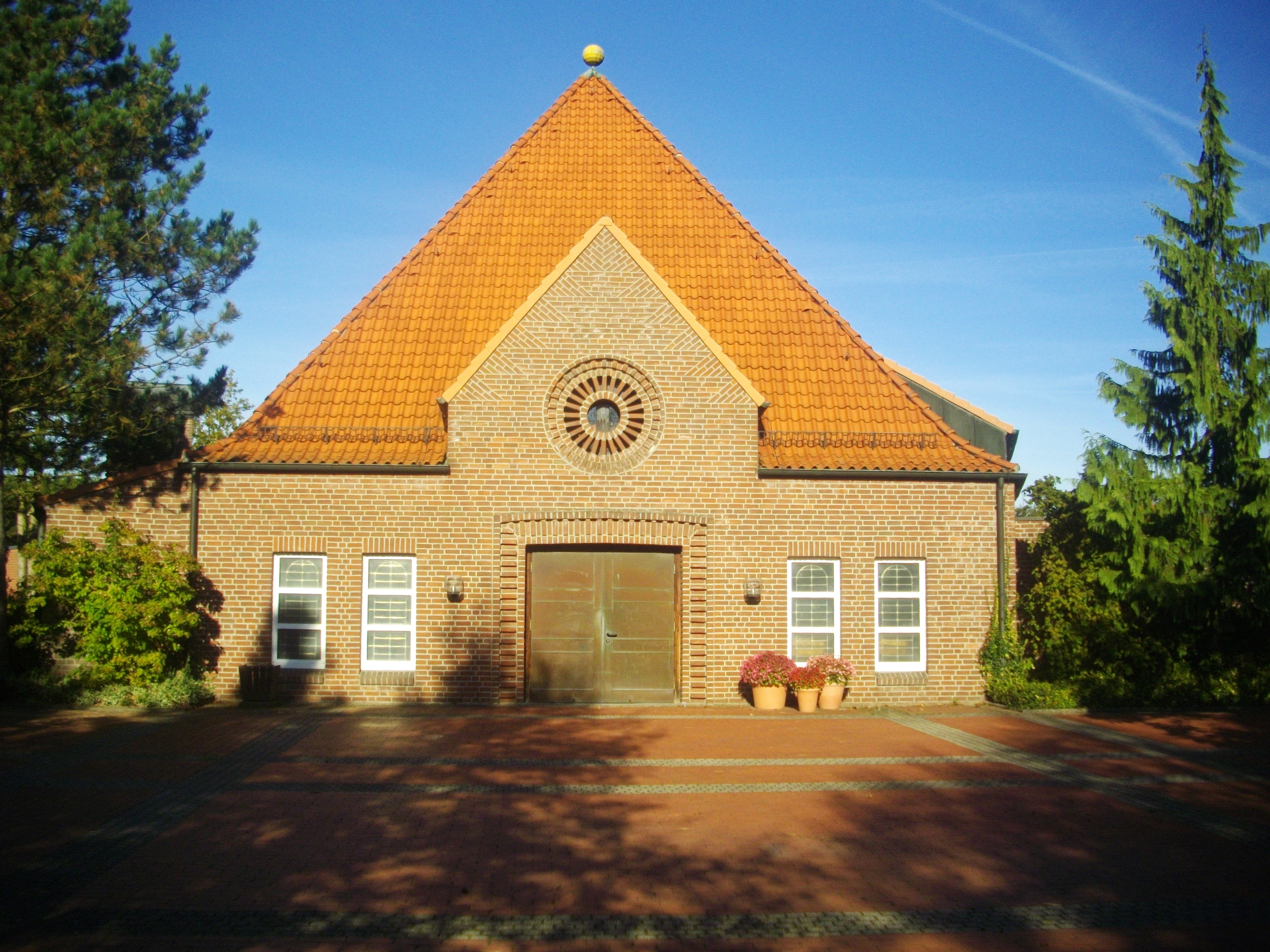
Kaple nového hřbitova v Ahrensburgu
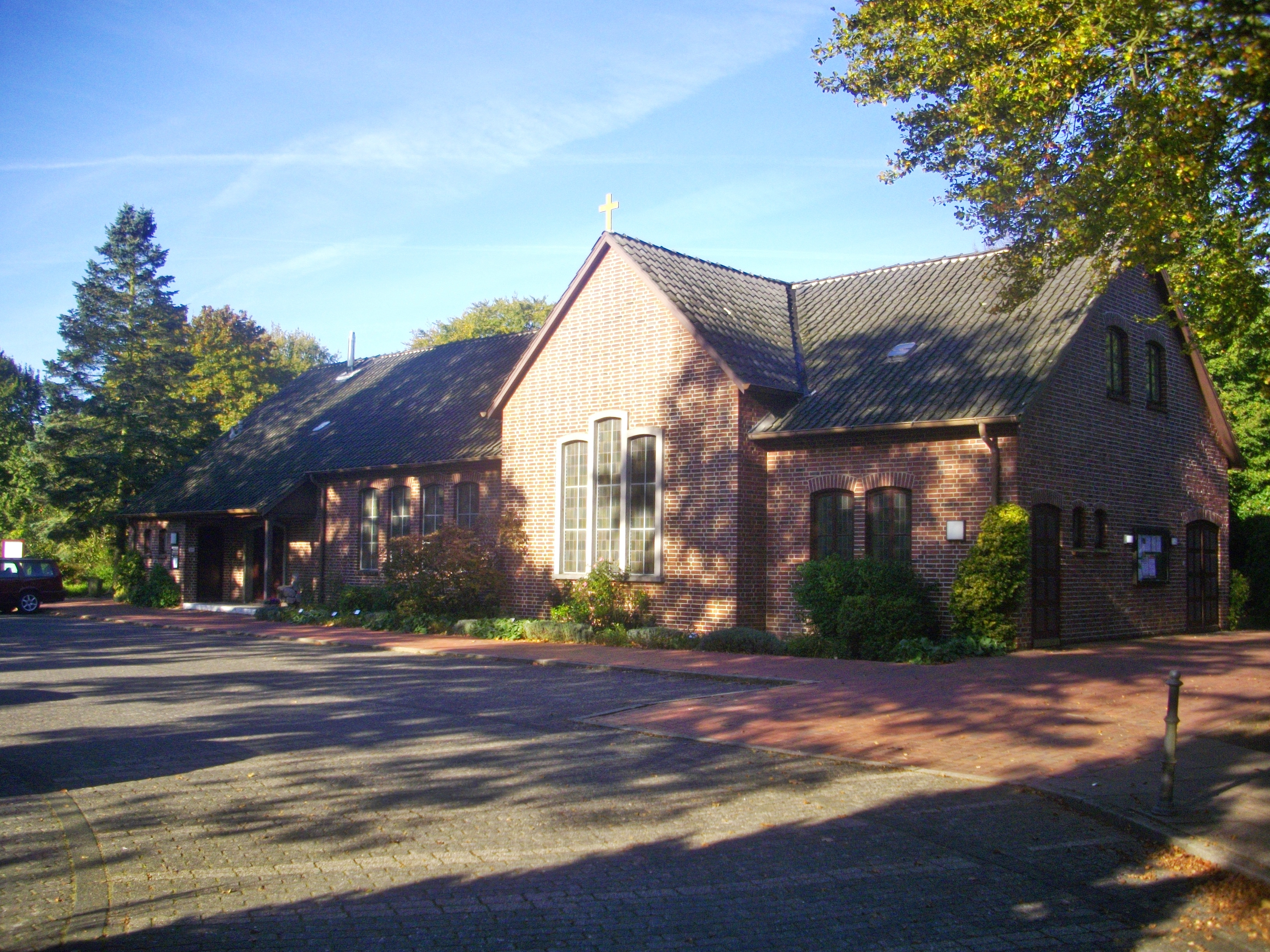
Hřbitovní kaple na starém hřbitově v Ahrensburgu

## Významní rodáci
- Angelika Klüssendorfová, německá spisovatelka